# Болоховка
Болоховка (укр. Болохівка) — река на Украине, в пределах Калушского района Ивано-Франковской области. Левый приток Сивки (бассейн Днестра).

## Описание
Длина реки 56 км, площадь бассейна 299 км². Пойма шириной от 50 м до 1 км, есть старицы. Русло извилистое, с многочисленными рукавами, много перекатов. Ширина русла от 6 до 30 м, глубина 0,5 до 2,7 м. Уклон реки 2,98 м/км. Около сёл Завадки и Верхняя русло зарегулированное, есть пруды.

## Месторасположение
Берёт начало восточнее села Слобода-Болеховская. Течёт преимущественно с запада на восток и северо-восток. Впадает в Сивку у северной окраины посёлка городского типа Войнилов.

## Притоки
Притоки: Великий, Жидов, Зборшора, Велопунец, Станковка, Теноса, Василиша (левые); Каменный, Болоховец (правые).